# Santa Cristina de Valmadrigal
Santa Cristina de Valmadrigal és un municipi de la província de Lleó a la comunitat autònoma de Castella i Lleó. Forma part de la comarca de Sahagún.

## Demografia
| 1991 |  | 1996 |  | 2001 |  | 2004 |
| ---- |  | ---- |  | ---- |  | ---- |
| 449  |  | 407  |  | 357  |  | 339  |